# Higinio Florentino García
Higinio Florentino García (Valentín Alsina, Provincia de Buenos Aires, 14 de marzo de 1923 - Buenos Aires, Argentina, 28 de mayo de 1992) fue un futbolista argentino. Un defensor férreo que supo, además, perforar las vallas adversarias con asiduidad. Partícipe fundamental del tricampeonato obtenido por Racing Club en 1949, 1950 y 1951, siendo el jugador que más partidos disputó en esos años, con 99 encuentros. Integró también la Selección Argentina.

## Historia
Un back derecho fuerte y potente en la marca, al punto de haber sido nombrado como Higinio, el terrible por un periódico español de la época. Pero Higinio, además, iba al ataque con determinación. Su notable pegada se hacía notar tanto con pelota en movimiento o a través de tiros libres y penales.
Surgido de las inferiores de Racing Club. Hizo su debut en 1940, fue titular el 8 de diciembre por la fecha 32 en la goleada por 4 a 1 ante Ferro Carril Oeste. Integró los planteles de Racing en los primeros años de la década de 1940 pero no tuvo muchas oportunidades por estar a la sombra de José Salomón y de José García Pérez. En 1946 se marchó a Tigre en búsqueda de minutos de juego y en 1947 para Atlanta.
Retornó a Racing en 1948 y ocupó un lugar entre los titulares. El 8 de agosto por la decimoquinta fecha marcó su primer gol, de tiro libre, en el triunfo por 3 a 1 contra San Lorenzo de Almagro. Ese año no pudo gritar campeón ya que Racing perdió puntos en las últimas jornadas debido a la huelga de futbolistas profesionales, pero en los tres años siguientes se consagró siendo un baluarte en la defensa de la academia. Con 99 presencias entre los tres torneos, fue el jugador que más partidos disputó en el tricampeonato. Además de evitar que los rivales anotaran, Higinio hizo un gran aporte en materia ofensiva, marcó veinte goles en los tres campeonatos, era el encargado de ejecutar tanto penales como tiros libres. En total convirtió 23 goles con la camiseta de Racing en 136 partidos.

## Trayectoria
| Club        | País      | Período   |
| ----------- | --------- | --------- |
| Racing Club | Argentina | 1940-1946 |
| Tigre       | Argentina | 1946-1947 |
| Atlanta     | Argentina | 1947      |
| Racing Club | Argentina | 1948-1952 |

## Palmarés

### Campeonatos nacionales
| Campeonato       | Club        | País      | Año  |
| ---------------- | ----------- | --------- | ---- |
| Primera División | Racing Club | Argentina | 1949 |
| Primera División | Racing Club | Argentina | 1950 |
| Primera División | Racing Club | Argentina | 1951 |